# Empyreuma affinis
Empyreuma affinis är en fjärilsart som beskrevs av Rothschild 1912. Empyreuma affinis ingår i släktet Empyreuma och familjen björnspinnare. Inga underarter finns listade i Catalogue of Life.

## Bildgalleri

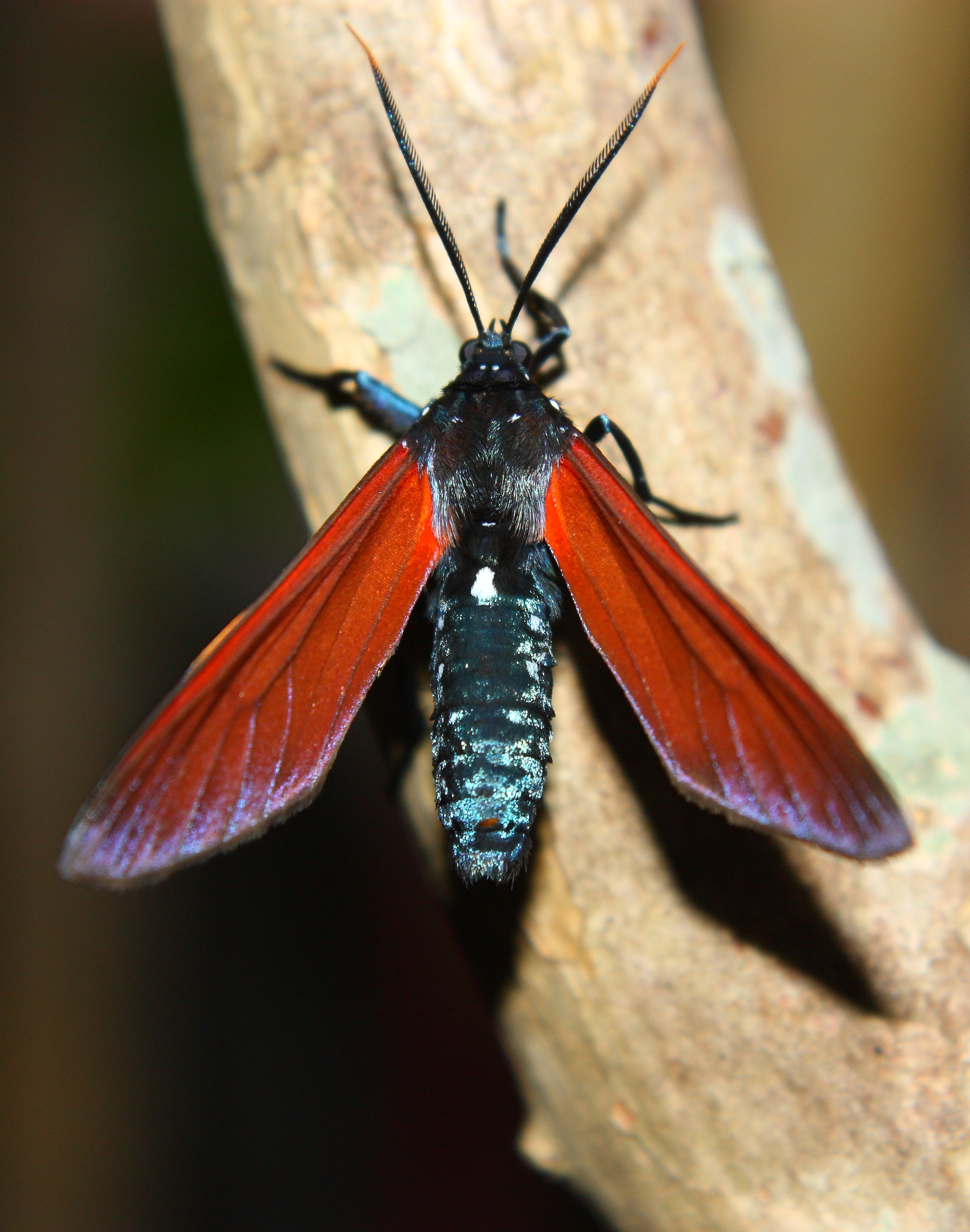
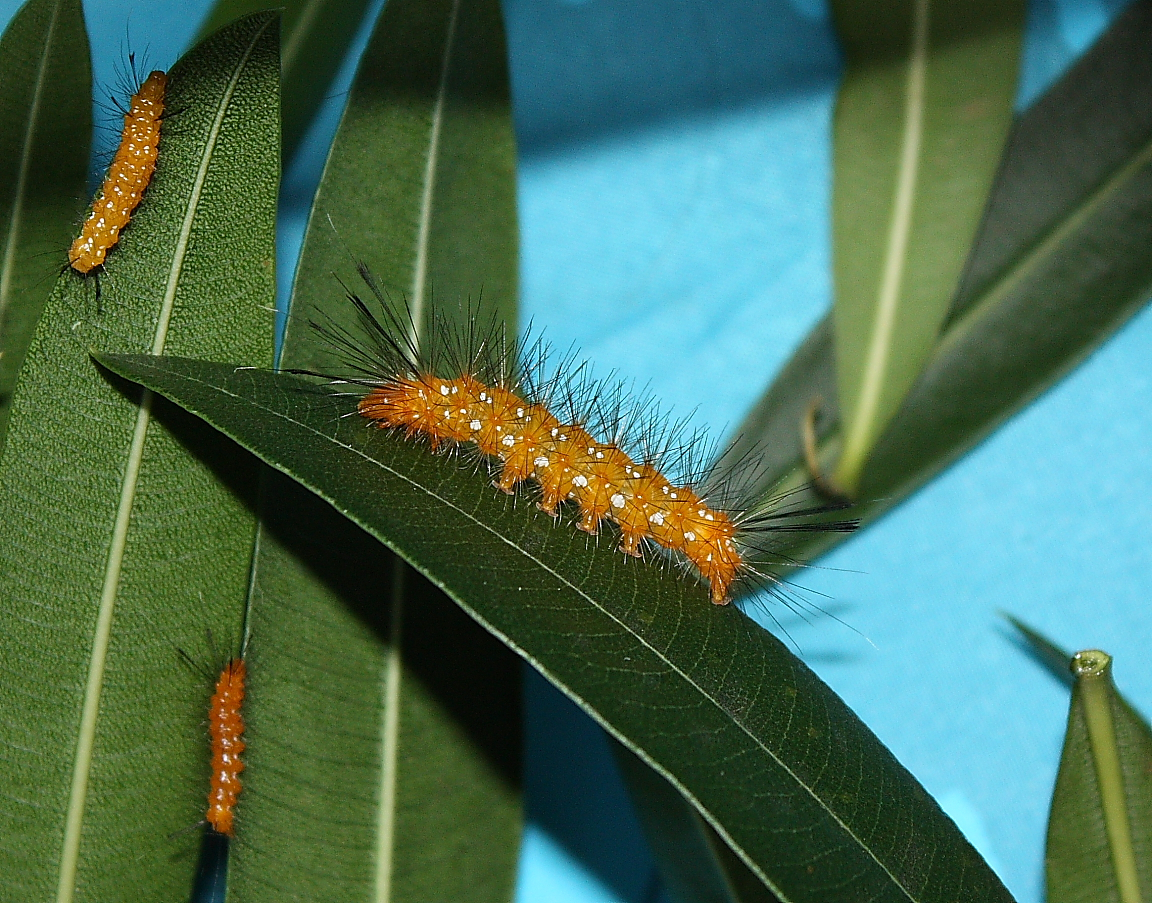
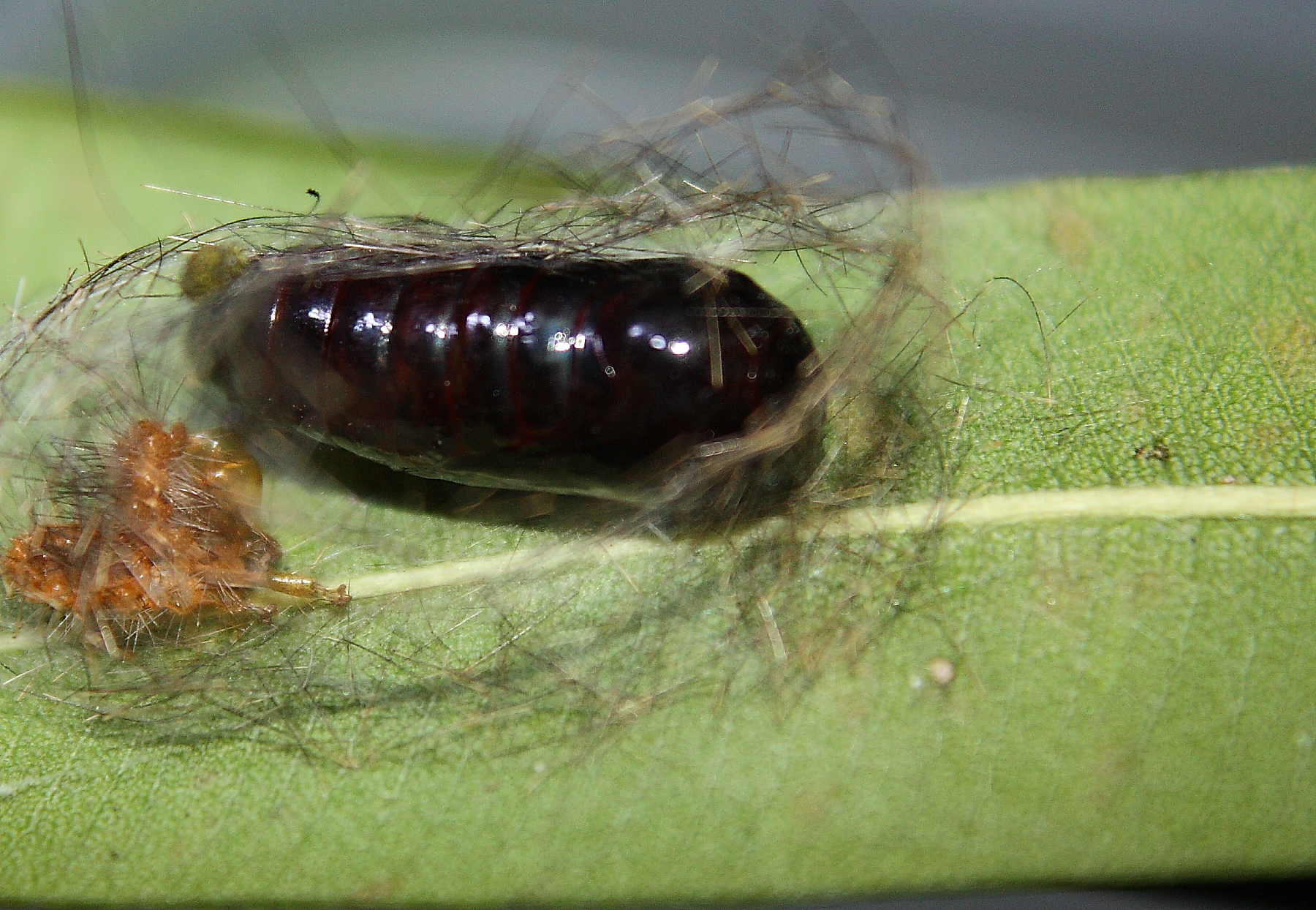
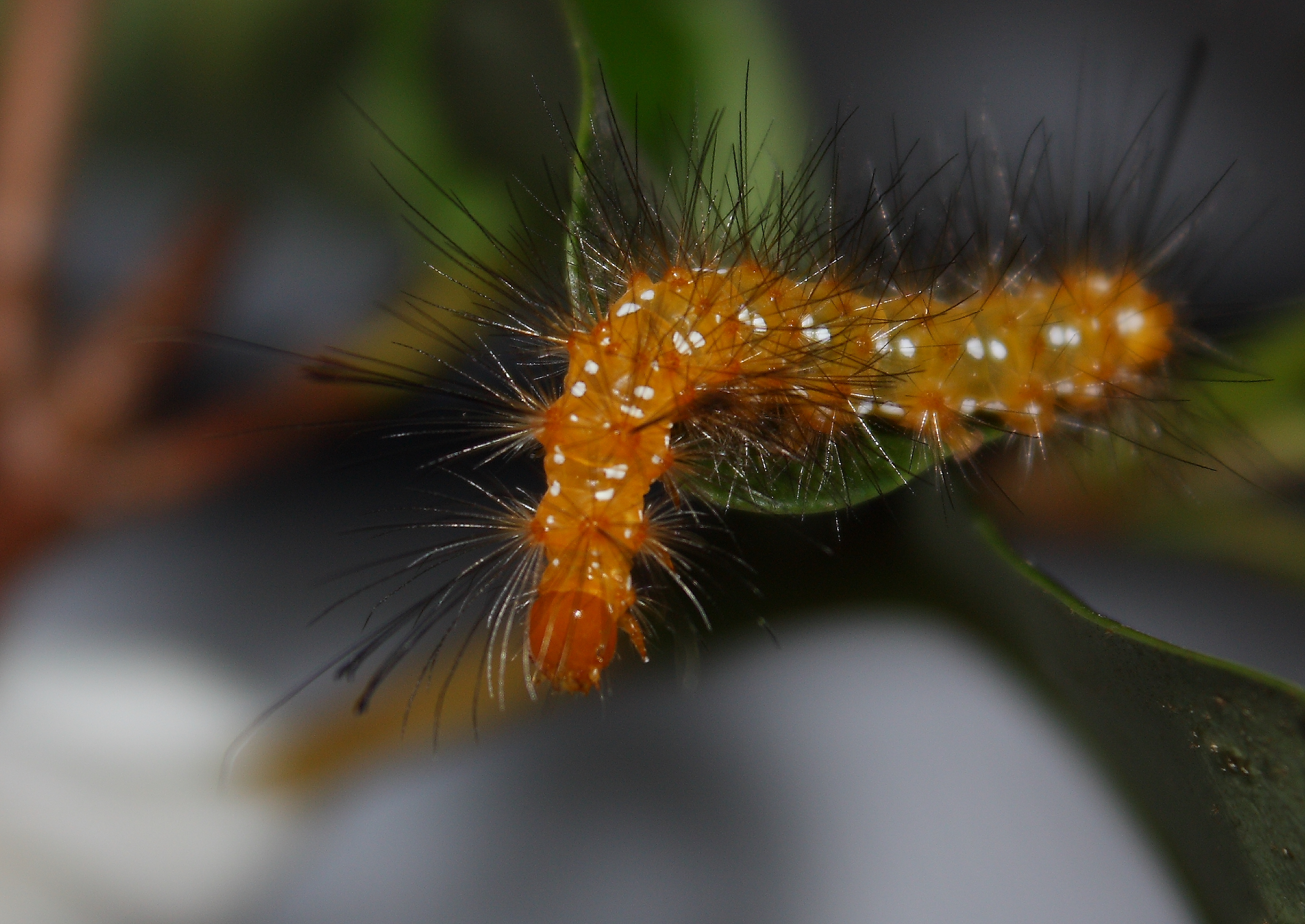